# Поле зору

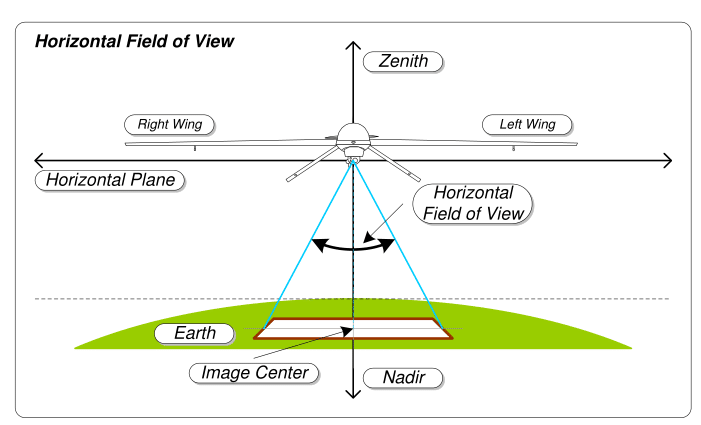
Горизонтальне поле зору

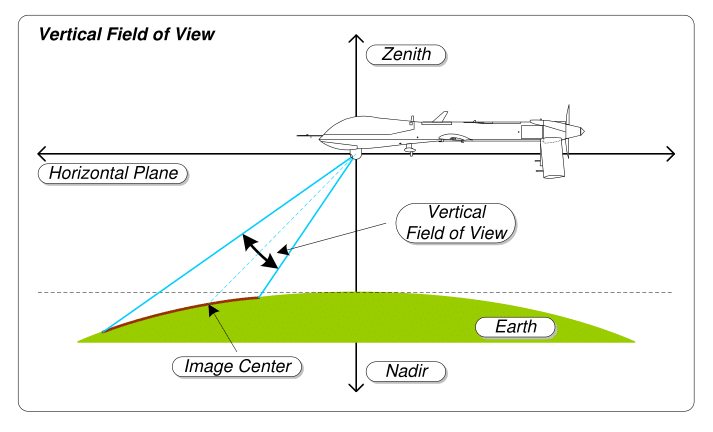
Вертикальне поле зору

Кут зору можна виміряти по горизонталі, вертикалі або по діагоналі.

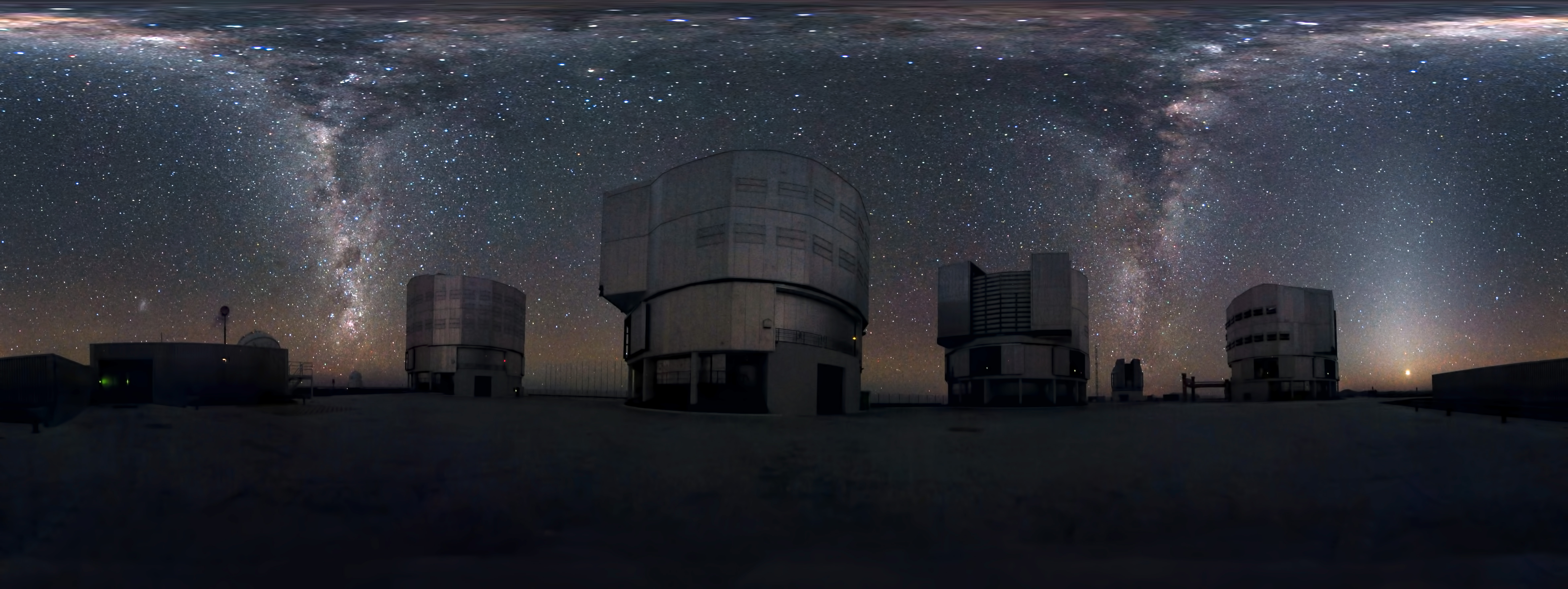
360-градусна панорама Чумацького Шляху на дуже великому телескопі. Така панорама показує все поле зору в одному зображенні. Спостерігач сприймає Чумацький Шлях як дугу зірок, що тягнуться до горизонту, — коли все поле зору знаходиться на одному зображенні, ця дуга виглядає як два потоки зірок, які виглядають так, нібито спадають вниз, як водоспади.

По́ле зо́ру (англ. field of view, FoV) — це широта спостережуваного світу, яка спостерігається в будь-який момент. Для оптичних приладів або датчиків — це тілесний кут в межах якого детектор є чутливим до електромагнітного випромінювання.

## Люди та тварини
У контексті людського зору термін «поле зору», як правило, використовується лише у сенсі обмеження того, що видно зовнішнім апаратом, наприклад, під час носіння окулярів або окулярів віртуальної реальності. Зауважте, що у визначенні дозволені рухи очей, але вони не змінюють поле зору.
Якщо застосувати аналогію з сітківкою ока, що працює в якості сенсора, то відповідна концепція у людини (і значної частини зору тварин) і є зоровим полем. Він визначається як «кількість градусів зорового кута при стабільній фіксації очей». Зауважте, що у визначенні рухи очей виключаються. У різних тварин різниця в полі зору залежить від розміщення очей. Люди мають трохи більше 210-градусної горизонтальної дуги свого зорового поля, в той час як деякі птахи мають майже круговий огляд в горизонтальній площині, близько 360°. Вертикальний розмір поля зору також варіюється в широких межах для різних живих істот. Зокрема, поле зору у людини становить близько 150 градусів.
Здатність добре бачити не є однаковою по всьому полю зору й змінюється від істоти до істоти. Наприклад, бінокулярний зір, який є основою для стереоскопічного ефекту і важливий для сприйняття глибини, охоплює 114° градусів поля зору (по горизонталі) у людини; решта периферійних 40 градусів з кожної сторони не мають бінокулярного зору (оскільки лише одне око може бачити ці частини зорового поля). Деякі птахи мають мізерні 10 або 20 градусів бінокулярного зору.
Так само кольорове бачення та здатність сприймати форму і рух варіюються в залежності від поля зору; у людини кольоровий зір і сприйняття форми зосереджені в центрі зорового поля, тоді як сприйняття руху лише незначно знижується на периферії і, таким чином, має відносну перевагу. Фізіологічною основою для цього є набагато вища концентрація кольорочутливих конусних клітин та чутливих до кольорів парвоклітинних гангліозних клітин сітківки у центральній ямці ока — центральній ділянці сітківки разом із більшим представленням у зоровій корі — порівняно з вищою концентрація нечутливих до кольорів стрижневих клітин та чутливих до руху магноцелюлярних гангліозних клітин сітківки у зоровій периферії та меншого коркового представлення. Оскільки конусоподібні клітини потребують активізації значно яскравіших джерел світла, то результат цього розподілу полягає в тому, що периферичний зір вночі набагато більш чутливий щодо фовеального зору (найвища чутливість при ексцентриситеті близько 20 град.)

## Перерахунок
Багато оптичних приладів, зокрема біноклі чи підзорні труби, рекламуються із полем зору, визначеним одним із двох способів: кутовим полем зору та лінійним полем зору. Кутове поле зору зазвичай задається у градусах, тоді як лінійне поле зору — відношенням довжин. Наприклад, біноклі з кутом зору 5,8 градуса можуть рекламуватися як такі, що мають (лінійне) поле зору 102 мм на метр. Поки поле зору менше 10 градусів або більше, наступні формули наближення дозволяють конвертувати між лінійним і кутовим полем зору. Нехай {\displaystyle A} — кутове поле зору в градусах. Нехай {\displaystyle M} — лінійне поле зору в міліметрах на метр.
Потім, використовуючи малокутове наближення:
{\displaystyle A\approx {360^{\circ } \over 2\pi }\cdot {M \over 1000}\approx 0.0573\times M}
{\displaystyle M\approx {2\pi \cdot 1000 \over 360^{\circ }}\cdot A\approx 17.45\times A}

## Машинний зір
У машинному зорі фокусна відстань лінзи та розмір сенсора зображення встановлює фіксовану залежність між полем зору та робочою дистанцією. Поле зору — це область огляду, знята на фотоприймачі камери. Розмір поля зору та розмір фотоприймача фотоапарата безпосередньо впливають на роздільну здатність зображення (визначальний фактор точності). Робоча відстань — це відстань між тильною стороною об'єктива та цільовим об'єктом.

## Томографія

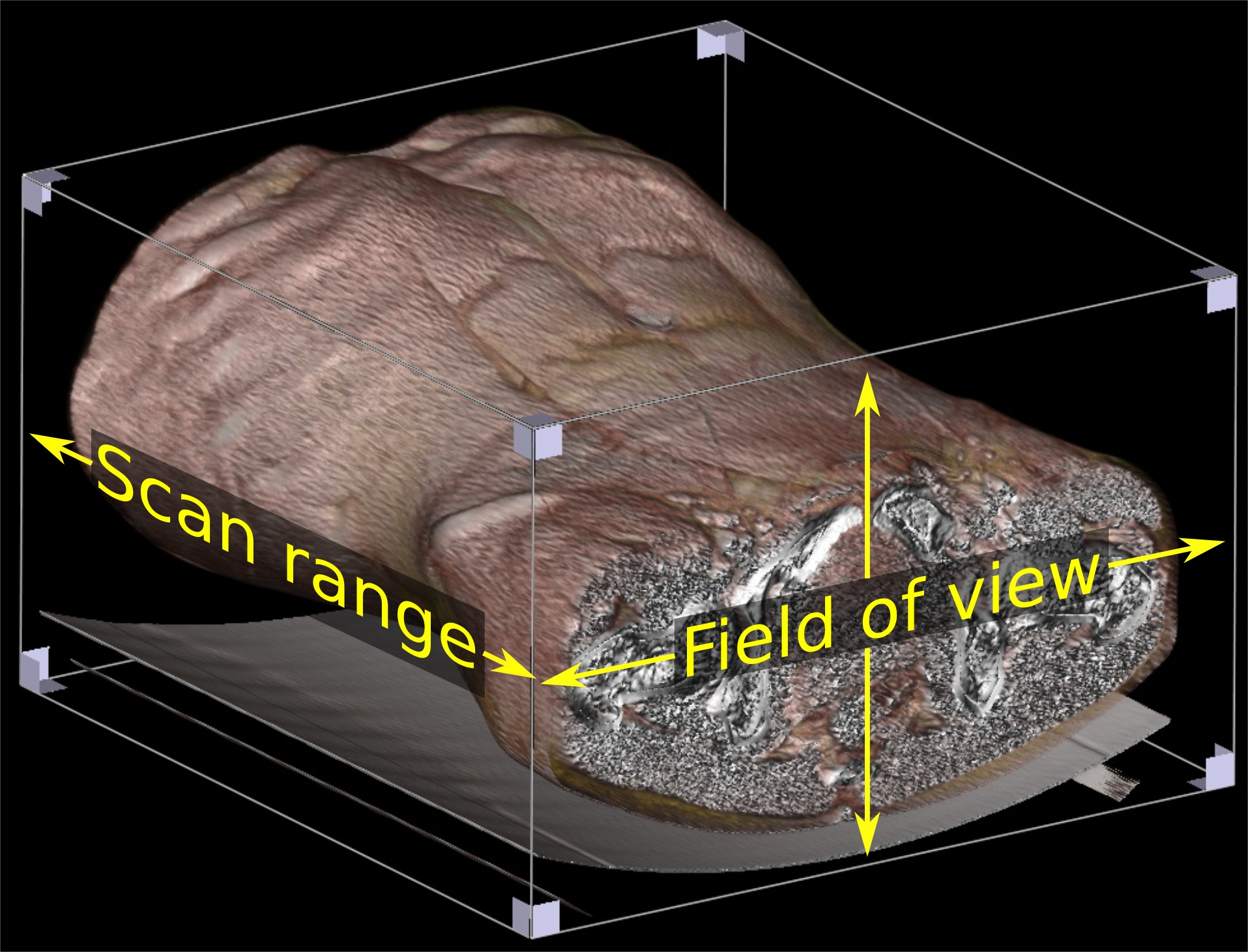
У комп'ютерній томографії (на фото КТ Комп'ютерна томографія черевної порожнини та тазу), поле зору, помножене на діапазон сканування, створює об'єм заповнений вокселями.

У томографії поле зору — це область кожної томограми. Наприклад, у комп'ютерній томографії, об'єм вокселів може бути створений з таких томограм, як об'єднання декількох зрізів уздовж діапазону сканування.

## Дистанційне зондування
При дистанційному зондуванні тілесний кут, через який детекторний елемент (піксельний датчик) чутливий до електромагнітного випромінювання в будь-який момент часу, називається миттєвим полем зору (англ. instantaneous field of view, IFOV). Міра просторової роздільної здатності системи дистанційного зондування часто виражається як розміри видимої поверхні землі для деякої відомої висоти датчика. Миттєве поле зору одного пікселя тісно пов'язане з поняттям розміру роздільного пікселя, роздільної відстані до землі, відстані до наземного зразка та частотно-контрастної характеристики.

## Астрономія
В астрономії поле зору зазвичай виражається, як тілесний кут, використовує інструмент у квадратних градусах або для більш складних приладів використовується кутова мінута. Для порівняння, Широкий Польовий канал вдосконаленої камери зйомок на Габбл телескопі має поле зору 10 кв. кутових хвилин, а канал високої роздільної здатності цього ж інструменту має поле зору 0,15 кв. кутових хвилин. Наземні оглядові телескопи мають набагато ширші поля зору. Фотографічні пластини, які використовували UK Schmidt Telescope, мали поле зору 30 квадратних градусів. Телескоп Pan-STARRS 1,8 м (71 дюйм) з найсучаснішою на сьогодні цифровою камерою має поле зору 7 квадратних градусів. У ближньому інфрачервоному WFCAM на UKIRT має поле зору 0,2 квадратних градуси, а телескоп VISTA має поле зору 0,6 квадратних градусів. До недавнього часу цифрові камери могли охоплювати лише невелике поле зору у порівнянні з фотопластинками, хоча вони кращі у квантовій ефективності, лінійності та динамічному діапазоні, а також значно простіші в обробці.

## Фотографія
У фотографії поле зору — це та частина світу, яку видно через камеру в певному положенні та орієнтації в просторі; об'єкти поза полем зору під час знімання не фіксуються на фотографії. Найчастіше поле зору виражається, як кутовий розмір конуса огляду — кут огляду. Для нормальної лінзи діагональне поле зору можна обчислити як FOV = 2 arctan(РозмірДатчика/2f), де f — фокусна відстань.

## Відеоігри
Поле зору у відеоіграх належить до поля зору камери, що дивиться на ігровий світ залежно від використовуваного методу масштабування.